# Pleasant Prairie (Wisconsin)
Pleasant Prairie es una villa ubicada en el condado de Kenosha en el estado estadounidense de Wisconsin. En el Censo de 2010 tenía una población de 19.719 habitantes y una densidad poblacional de 226,36 personas por km².

## Geografía
Pleasant Prairie se encuentra ubicada en las coordenadas 42°31′36″N 87°53′18″O / 42.52667, -87.88833. Según la Oficina del Censo de los Estados Unidos, Pleasant Prairie tiene una superficie total de 87.11 km², de la cual 86.32 km² corresponden a tierra firme y (0.92%) 0.8 km² es agua.

## Demografía
Según el censo de 2010, había 19.719 personas residiendo en Pleasant Prairie. La densidad de población era de 226,36 hab./km². De los 19.719 habitantes, Pleasant Prairie estaba compuesto por el 91.1% blancos, el 2.47% eran afroamericanos, el 0.38% eran amerindios, el 1.69% eran asiáticos, el 0.06% eran isleños del Pacífico, el 2.38% eran de otras razas y el 1.92% pertenecían a dos o más razas. Del total de la población el 6.75% eran hispanos o latinos de cualquier raza.